# Tutchone
Le tutchone est une langue athapascane septentrionale parlée par les Tutchonis du Nord et les Tutchonis du Sud dans le centre et le sud du Yukon, au Canada. La langue est divisée en deux variétés, le tutchone du Nord et le tutchone du Sud, parlées chacune par un groupe. Bien que parfois considérées comme deux langues distinctes, les locuteurs de ces deux variétés seraient néanmoins capables de se comprendre sans une trop importante difficulté.
Selon Statistique Canada, en 2021, le tutchone (les deux dialectes combinés) est la langue maternelle de 190 personnes au Canada.
Un dictionnaire anglais-tutchone du Sud, Dákwänjè dictionary, a été compilé par Lena Smith-Tutin et Vivian Smith durant 7 ans et a été publié en 2023.